# 나루타키촌
나루타키촌(일본어: 鳴滝村)은 일본 오사카부 히네군·센난군에 설치되었던 촌이다. 현재의 센난시에 해당한다.